# 丸木文華
丸木文華（まるき ぶんげ、Marqui Bunge、1981年6月23日-、血液型B型、蟹座）は日本のイラストレーター、シナリオライター、小説家。埼玉県在住。
BL小説やBLゲームを多く手掛ける。ボーイズラブ・ティーンズラブ共に「執着愛」の表現に定評がある。

## 作品

### ゲーム

#### ボーイズラブゲーム
- 告白遊戯〜予告編〜（ヘッドルーム、企画・シナリオ・原画・彩色）※Cool-B VOL.4 付録
- 告白遊戯（ヘッドルーム、企画・シナリオ・原画・彩色）※Cool-B VOL.5 付録
- コイビト遊戯（PIL/SLASH、企画・原画・シナリオ）
- マスカレード 〜地獄学園SO/DO/MU〜（PIL/SLASH、エロティックシナリオアシスト）

#### 乙女ゲーム
- 蝶の毒 華の鎖（アロマリエ、企画・シナリオ）
- 月ノ光 太陽ノ影（アロマリエ、企画・シナリオ・イラスト2点）
- 月ノ光太陽ノ影-Another Moon-（アロマリエ、企画・シナリオ）
- 義兄 明治万華鏡世界（アロマリエ、原作・シナリオ）

#### アダルトゲーム
- GUN-KATANA（銃刀） ―Non-Human-Killer―（BLACK CYC、シナリオ）

### 小説

#### 一般向け小説
- 毒姫と赤い伯爵（Regaloシリーズ、著＋挿絵）
- カスミとオボロ 大正百鬼夜行物語（集英社オレンジ文庫）
- カスミとオボロ 春宵に鬼は妖しく微笑む（集英社オレンジ文庫）
- 小説家・裏雅の気ままな探偵稼業（集英社オレンジ文庫）
- 誰にも言えない（集英社オレンジ文庫）

アンソロジー
- 美酒処 ほろよい亭 日本酒小説アンソロジー（集英社オレンジ文庫、「無我夢中」寄稿）

雑誌掲載
- 「真夜中のドライブ」:『小説現代』2025年1月・2月合併号
- 「楽しい話をしてあげる」:『小説現代』2025年3月号

#### ボーイズラブ小説
- あんたとお前と俺。（白泉社花丸文庫BLACK、著＋挿絵）
- あなたに赤い花を（イースト・プレス アズノベルズ、著＋挿絵）
- 兄弟（アズノベルズ、著＋挿絵）
- 兄弟―夏―（アズノベルズ、著＋挿絵）
- 義父〜梅花日記〜（アズノベルズ、著＋挿絵）
- 黒い傷跡（プランタン出版 プラチナ文庫 艶、著＋挿絵）
- 隷属志願（白泉社花丸文庫BLACK、著＋挿絵）
- 三人遊び（二見書房 シャレード文庫 著+挿絵）
- 罪の蜜（講談社X文庫ホワイトハート）
- ふたご〜緋牡丹と白百合〜(アズ・ノベルズ　著+挿絵）
- いじめっ子（アスキー・メディアワークス B-PRINCE文庫）
- 野獣なネコ 流されるクマ（白泉社花丸文庫BLACK）
- 罪の楽園〜千夜の夢 兄弟の秘め事〜(大洋図書 SHY文庫）
- オタクな俺がリア充社長に食われた件について（シャレード文庫）
- 兄弟―冬―（アズ・ノベルズ 著+挿絵）
- 鬼子の夢（白泉社花丸文庫BLACK）
- mother（白泉社花丸文庫BLACK）
- 記憶喪失男拾いました 〜フェロモン探偵受難の日々〜(講談社X文庫ホワイトハート）
- 残心 ―中白の恋―（ブライト出版 リリ文庫）
- 妖ノ宴（角川ルビー文庫）
- 学園潜入してみました 〜フェロモン探偵さらなる受難の日々〜（講談社X文庫ホワイトハート）
- 番〜つがい〜 （アズ文庫）
- 忍姦〜蜜戯の策〜（リブレ出版 ビーボーイスラッシュノベルズ）
- 霧の楽園（角川ルビー文庫）
- 言いなり（フロンティアワークス ダリア文庫）
- ノエル（白泉社花丸文庫BLACK）
- モンスターフレンド（笠倉出版社 クロスノベルス）
- 情恋〜乱世の蜜華〜（ビーボーイスラッシュノベルズ）
- 浮気男初めて嫉妬を覚えました -フェロモン探偵やっぱり受難の日々-（講談社X文庫ホワイトハート）
- パペット（徳間書店 キャラ文庫）
- 蜜華の檻 〜堕ちた麗人〜（角川ルビー文庫）
- 恋人の秘密探ってみました 〜フェロモン探偵またもや受難の日々〜
- ヤクザに惚れられました〜フェロモン探偵つくづく受難の日々〜（講談社X文庫ホワイトハート）
- アフェア 〜人でなしの恋〜（シャレード文庫）
- フェロモン探偵 監禁される（講談社X文庫ホワイトハート）
- フェロモン探偵 母になる（講談社X文庫ホワイトハート）
- フェロモン探偵 アイドルを追え！（講談社X文庫ホワイトハート）
- フェロモン探偵 守りたい人（講談社X文庫ホワイトハート）
- フェロモン探偵 花嫁になる（講談社X文庫ホワイトハート）

アンソロジー
- エロとじ♥ 艶（リブレ出版 b-BOYアンソロジー、「忍ぶ恋」寄稿）

#### ティーンズラブ小説
- 幼なじみ（イースト・プレス シュガーLOVE文庫、電子書籍、著＋イラスト）
- たった二人で世界を裏切る。〜犬のような彼〜（プランタン出版 ティアラ文庫、著＋挿絵）
- 大正艶異聞 なりかわり ー華族家の秘めごと（ティアラ文庫）
- 義兄 明治艶曼荼羅（ティアラ文庫）
- 鬼の戀（イースト・プレス ソーニャ文庫）
- マジメな魔王様を誘惑したらドSな絶倫になりました。（ティアラ文庫）
- 蜘蛛の見る夢（ソーニャ文庫）
- queen（ソーニャ文庫）
- 【完全版】義兄/なりかわり（ティアラ文庫）※『大正艶異聞 なりかわり』と『義兄 明治艶曼荼羅』に書き下ろしを加えた合本

アンソロジー
- 監禁愛アンソロジー（アスキー・メディアワークス ジュエルブックス、「ローテ・ゾネ」寄稿）

### 漫画

#### ボーイズラブ漫画
- オタクな俺がリア充社長に食われた件について（二見書房 CHARADE BOOKS COMICS、原作）

### CD

#### ボーイズラブドラマCD
- マスカレード〜地獄学園SO／DO／MU〜（脚本）
- コイビト遊戯ドラマCD Vol.1 滝沢漣×藍川裕太編 南国ロマンス（脚本・イラスト）
- コイビト遊戯ドラマCD Vol.2 廣瀬諒×藍川裕太編 夕暮れ（脚本・イラスト）
- コイビト遊戯ドラマCD Vol.3 和泉澤大貴×藍川裕太編 夏のせいかしら!?（脚本・イラスト）
- 言いなり ドラマCD（原作）
- フェロモン探偵 ドラマCD 〜記憶喪失男拾いました〜（原作）